# Cercy-la-Tour
Cercy-la-Tour è un comune francese di 2 031 abitanti situato nel dipartimento della Nièvre nella regione della Borgogna-Franca Contea.

## Società

### Evoluzione demografica
Abitanti censiti